# Assembly (John Foxx)
Assembly è un album raccolta di John Foxx, pubblicato nel 1992. L'album raccoglie i migliori brani dalla carriera solista di Foxx dai quattro album pubblicati negli anni ottanta, Metamatic, The Garden, The Golden Section e In Mysterious Ways insieme al singolo Burning Car, e This City, lato C del doppio singolo di No-One Driving. I brani sono stati tutti rimasterizzati da John Foxx per questo CD.

## Tracce
1. A New Kind Of Man – 3:40
2. Underpass – 3:56
3. Burning Car – 3:13
4. This City – 3:06
5. Twilight's Last Gleaming – 4:23
6. Ghosts On Water – 3:12
7. This Jungle – 4:41
8. Endlessly – 4:19
9. Someone – 3:31
10. Sitting At The Edge Of The World – 4:20
11. In Mysterious Ways – 3:05
12. Morning Glory – 5:53
13. Europe After The Rain – 3:59
14. Systems Of Romance – 4:03
15. Walk Away – 3:52
16. When I Was A Man & You Were A Woman – 3:36
17. Pater Noster – 2:33
18. The Garden – 7:08